# Andy Berman
Pour les articles homonymes, voir Berman.
Andy Berman est un acteur, scénariste et réalisateur américain né le 24 février 1968 à Chicago, Illinois (États-Unis).

## Filmographie

### Comme acteur
- 1991 : Abby, My Love (TV)
- 1992 : Ombres et Brouillard (Shadows and Fog) de  Woody Allen : Étudiant
- 1993 : La Star de Chicago (Rookie of the Year) de Daniel Stern : Ernie
- 1995 : Loïs et Clark : Les Nouvelles Aventures de Superman : Jaxon Xavier (saison 3, épisode 10)
- 1996 : Kidz in the Wood (en) (TV)
- 1996 : The Sunchaser de Michael Cimino : Collègue d'oncologie
- 1998 : Ghost Cop (série TV) : Détéctive Greg Mellish
- 1998 : Telling You (en) de Robert DeFranco : Howard Gurtler
- 1998 : Guys Like Us (en) (série TV) : Vance
- 1999 : Hugh Hefner et l'empire playboy (Hefner: Unauthorized) (TV) : Bob Gutwillig
- 2000 : This Space Between Us (en) de Matthew Leutwyler (en) : Chip
- 2000 : Running Mates (TV) : Darren
- 2001 - 2002 : Invader Zim (TV) : Dib
- 2001 : Le Courtier du cœur : Steven
- 2002 : Les 20 premiers millions de Mick Jackson : Vieil homme
- 2003 : Dry Cycle : Bo
- 2006 : The Enigma with a Stigma : Andy le Barbier

### Comme scénariste
- 2000 : Bit Players

### Comme réalisateur
- 2000 : Bit Players
- 2006-2013 : Psych : Enquêteur malgré lui (Série TV)